# 冰島航空
冰島航空，中文簡稱冰航，是冰島的國家航空公司，總部設在雷克雅維克。該航空公司現時是冰島航空集團之控股企業，並開通50多條航線飛往歐洲和北美洲各地。
截至2024年2月，冰島航空負責了國際和國內航班樞紐的安排，國際線進駐凱夫拉維克機場，國內線則進駐雷克雅未克機場。

## 航點及代碼共享

### 代碼共享
冰島航空與以下航空公司實行代碼共享：
| - 冰島國內航空 - 北歐航空 - 芬蘭航空 - 俄羅斯航空 | - 阿拉斯加航空 - 捷藍航空 - 太陽城航空 - 維德角航空 |

## 机队

### 现役

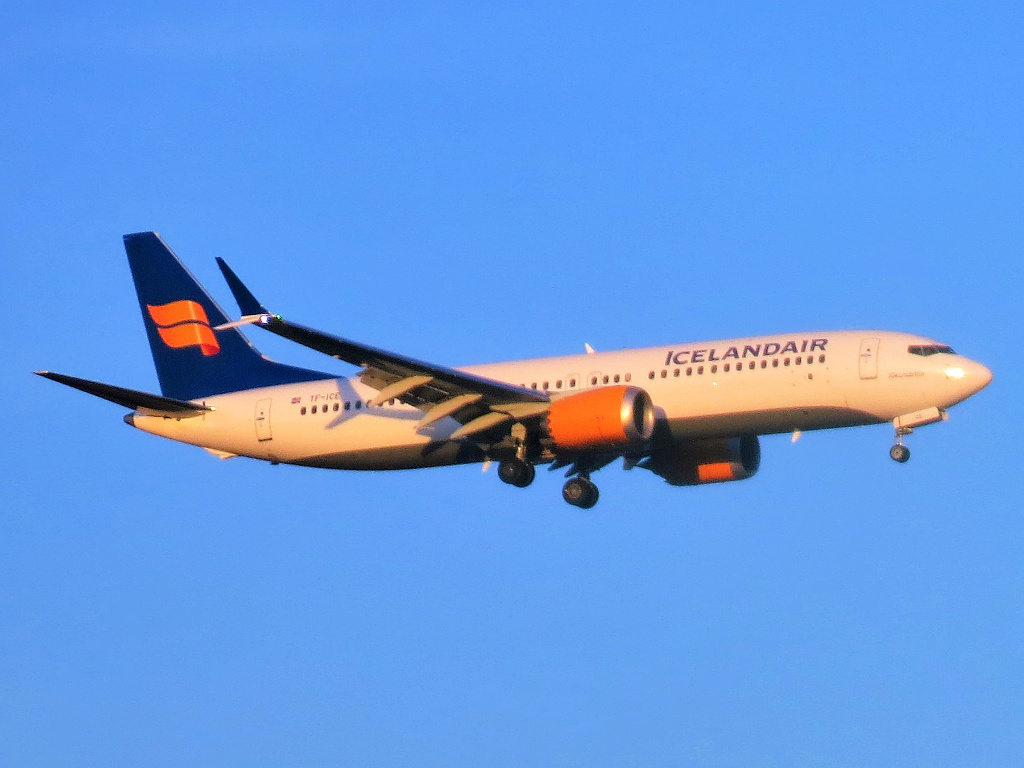
冰岛航空波音737 MAX 8正在降落於紐瓦克國際機場

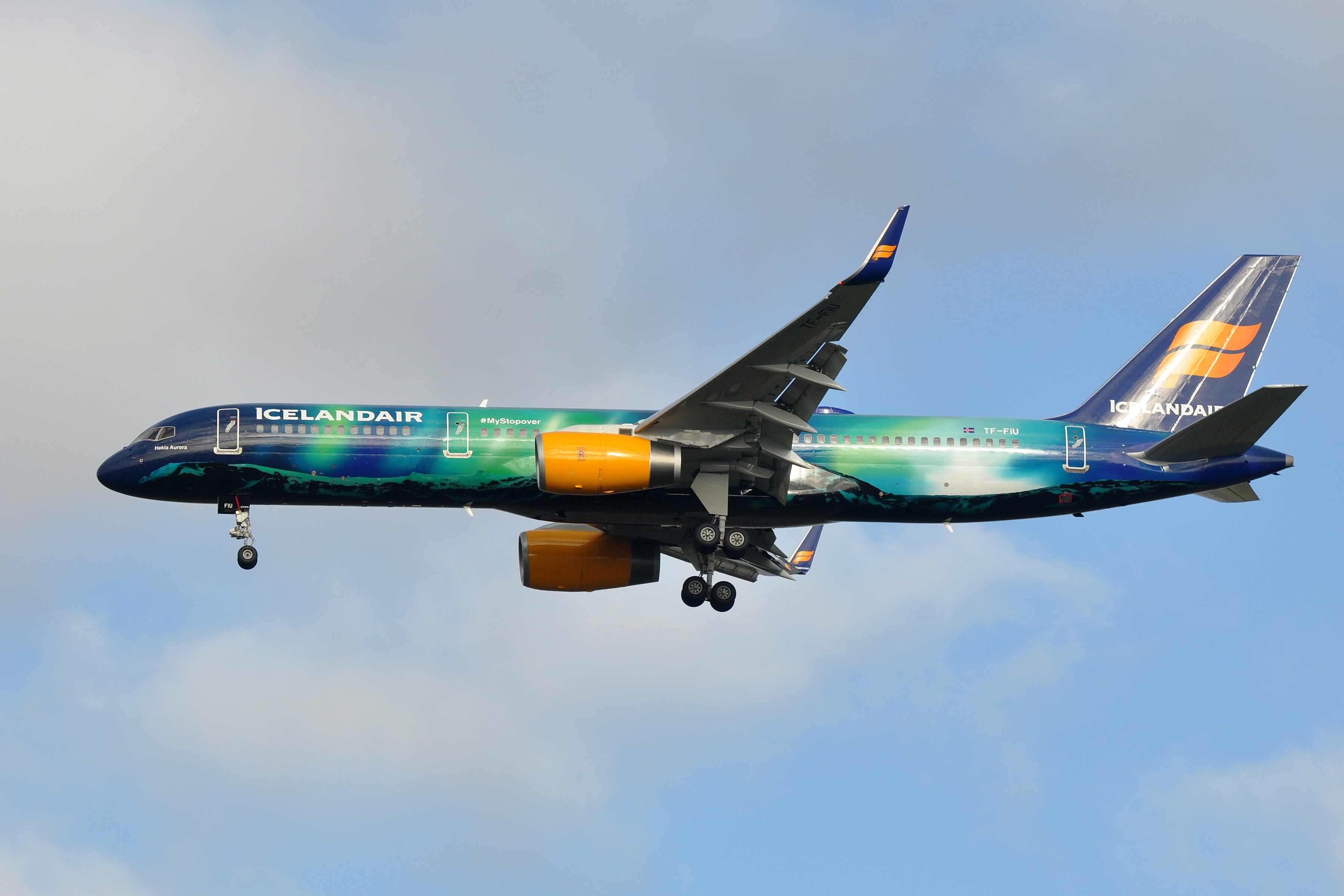
冰岛航空“海克拉火山极光”涂装波音757

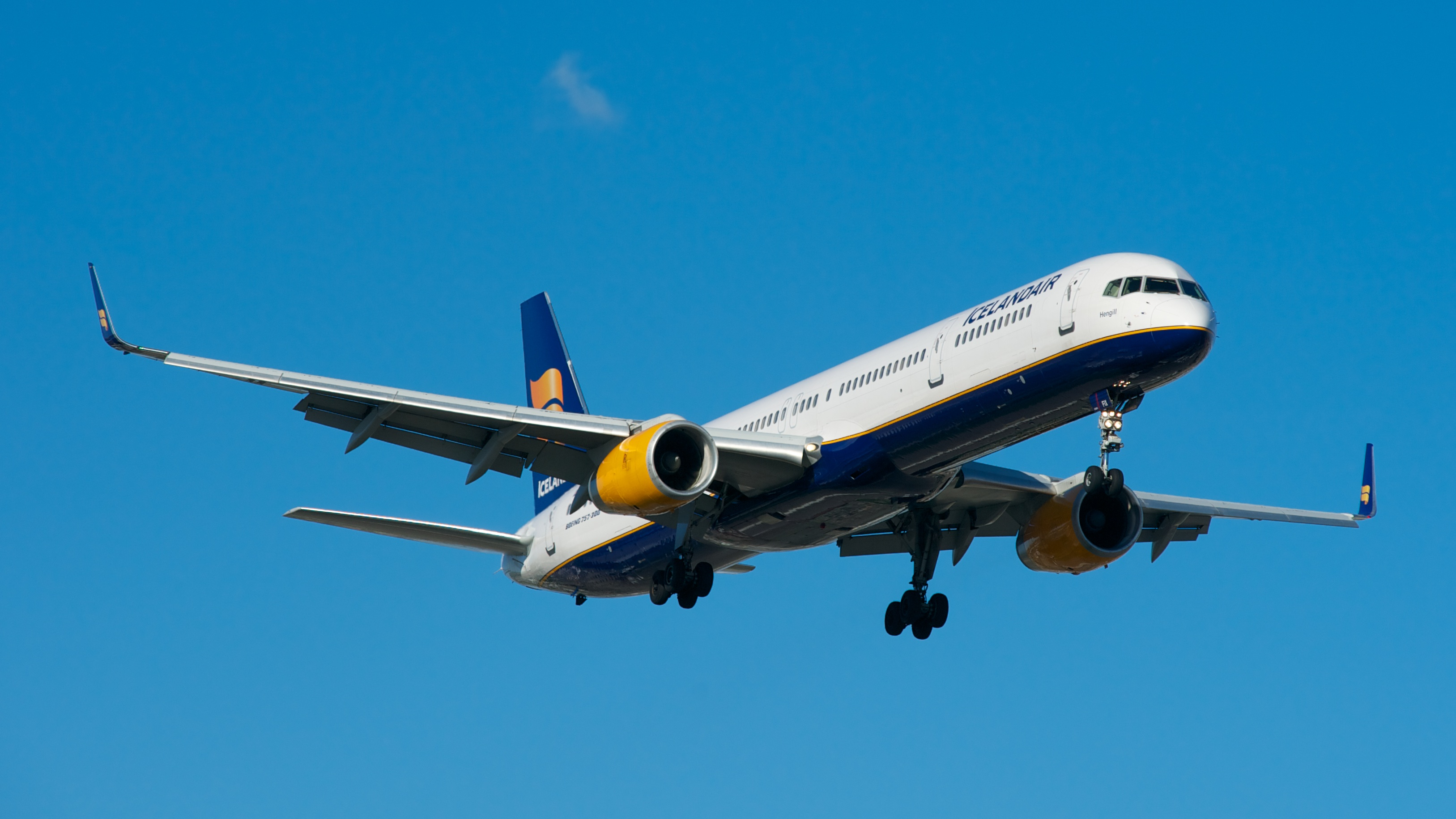
冰岛航空唯一的波音757-300（TF-FIX）正在降落於多倫多皮爾遜國際機場

目前冰岛航空唯一仍在使用的机型为波音757（数架757-200和一架757-300），此外还有九架波音737MAX 8和七架737 MAX 9的订单，这些飞机于2013年2月13日订购，此外还有8架737MAX的选购权。
2023年4月7日，冰島航空宣布，該航空公司已簽署一份諒解備忘錄，訂購最多25架A321XLR; 其中13份確定訂單以及12份的選擇權。同時宣布正在就租賃四架A321LR進行談判，將取代其波音757機隊，這將是這家冰島航空的首個空中巴士訂單。
截至2024年4月，冰岛航空拥有以下机队：

## 外部連結
- 官方網站（页面存档备份，存于）